# Sanctuaire Bienheureuse-Anuarite d'Isiro
Le sanctuaire Bienheureuse-Anuarite est une église située à Isiro en République démocratique du Congo, que l’Église catholique rattache au diocèse d’Isiro-Nyangara. Elle est reconnue de longue date (au moins 2004) comme sanctuaire national dédié à la bienheureuse Marie-Clémentine Anuarite Nengapeta par la Conférence épiscopale nationale du Congo.
Un grand projet de transformation du site en lieu pouvant accueillir correctement les fidèles a été lancé le 21 août 2019 ; mais fin 2021, les travaux étaient à la traîne, en raison de manques de financement. Pendant un an à partir du 1er décembre 2023, pour l’« année Bienheureuse Anuarite », tout l’argent des quêtes du pays va être utilisé pour financer le chantier.